# Frederiksberg Station
Frederiksberg Station er en underjordisk Metro-station beliggende på Frederiksberg ved siden af Frederiksberg Centret. Både M1, M2 og Cityringen benytter stationen, ligesom der også er forbindelse til rejsende i bus. Stationen er beliggende i takstzone 2.
Metrostationen åbnede i 2003 for betjening af M1 og M2. Siden 29. september 2019 har stationen også betjent M3. Der er etableret en underjordisk forbindelse mellem de to perroner, og hovedtrappe til cityringsstationen fra Sylows Allé. Byggeriet af cityringstationen begyndte i 2010 med ledningsarbejde og arkæologiske udgravninger. Selve udgravningen begyndte primo 2012. Stationen var planlagt til færdiggørelse i 2015, men stod færdig i 2019.
I 2012 var passagertallet pr. dag i gennemsnit 12.100 personer.

## Historie
Stationen var oprindeligt (1864-1911) mellemstation på banen København-Roskilde. I 1879 kom Frederikssundsbanen til som en afgrening fra Frederiksberg. Passagertrafikken ophørte 1. december 1911 da den nuværende Københavns Hovedbanegård blev taget i brug, og passagertogene mod Roskilde og Frederikssund begyndte at køre over Valby.
Den gamle stationsbygning, der nu er taget ud af drift og rummer en café, rummede tidligere en restaurant, er opført 1864 efter tegninger af arkitekten V.C.H. Wolf, der også stod for pakhuset og stationsforstanderboligen i forlængelse af bygningen. Hele bygningskomplekset blev fredet i 1992. Frederiksberg Station havde godsbanegård fra 1864 til midt i 1990'erne.
Fra 1934 var Frederiksberg Station endestation for S-togenes linje F, men blev taget ud af drift d. 20. juni 1998. S-banens stationsbygning lå ud mod Falkoner Alle.
Herefter blev metrostationen anlagt under det tidligere stationsareal.
Et kuriosum er, at der fandtes et DSB-billetsalg i Frederiksbergcentret frem til 2013, selvom der ikke havde været et DSB-tog i området siden 1998.
Indtil 2004 var der stadig en DSB Kiosk og DSB Minibar i fjernbanens gamle stationsbygning.[kilde mangler]
Den nye metrostation er, ligesom de øvrige stationer i Metroen, tegnet af KHR arkitekter.

## I nabolaget findes bl.a.
- Frederiksberg Centret
- Falkoner Biografen
- Frederiksberg Gymnasium
- Copenhagen Business School
- Falkoner Centret
- Frederiksberg Hovedbibliotek

## Galleri
- Frederikssundsbanens gamle stationsbygning
- Byggeplads for cityringens station, oktober 2011
- Perrondøre
- M3 perron
- Nedgang til cykelkælder på M3 perron med "rullerampe", samt indgang til Frederiksberg Gymnasium
- S-banestationens perron i 1978.

## Antal rejsende
Ifølge Østtællingen var udviklingen i antallet af dagligt afrejsende:
| År   | Antal | År   | Antal | År   | Antal | År   | Antal |
| ---- | ----- | ---- | ----- | ---- | ----- | ---- | ----- |
| 1957 | 2.758 | 1974 | 2.015 | 1991 | 2.046 | 2001 | -     |
| 1960 | 2.979 | 1975 | 1.717 | 1992 | 1.976 | 2002 | -     |
| 1962 | 2.946 | 1977 | 1.451 | 1993 | 1.904 | 2003 | -     |
| 1964 | 2.901 | 1979 | 1.659 | 1995 | 1.491 | 2004 | -     |
| 1966 | 3.081 | 1981 | 1.748 | 1996 | 2.158 | 2005 | -     |
| 1968 | 2.945 | 1984 | 1.659 | 1997 | 1.959 | 2006 | -     |
| 1970 | 2.652 | 1987 | 1.547 | 1998 | -     | 2007 | -     |
| 1972 | 2.192 | 1990 | 1.879 | 2000 | -     | 2008 | -     |

Ifølge Ørestadsselskabet var udviklingen i antallet af dagligt afrejsende:
| År         | Antal  |
| ---------- | ------ |
| 11.12.2002 | -      |
| 02.04.2004 | 9.944  |
| 15.04.2005 | 10.660 |